# Korfbal aux Jeux mondiaux de 2022
Navigation
Wrocław 2017 Chengdu 2025
Le tournoi mixte de Korfbal des Jeux mondiaux de 2022 a lieu du 13 au 17 juillet 2022 au Birmingham–Jefferson Convention Complex (en).

## Organisation
Les huit pays qualifiés sont désignés d'après les résultats au Championnat du monde de korfbal IKF 2019 en suivant l'ordre du classement mondial : 
- Pays-Bas
- Belgique
- Taipei chinois
- Chine
- Allemagne
- Portugal
- Tchéquie
- Suriname

Les pays sont répartis en deux poules dont la composition a été annoncée le 26 février, lors d'un tirage en direct sur la chaîne IKF.

## Compétition

### Tour préliminaire
- En gras, qualifié pour les demi-finales

| Cla | Équipe        | Pts | J | V | VP | DP | D | BP  | BC | +/- |
| --- | ------------- | --- | - | - | -- | -- | - | --- | -- | --- |
| 1   | Pays-Bas      | 9   | 3 | 3 | 0  | 0  | 0 | 101 | 42 | +59 |
| 2   | Tapei chinois | 6   | 3 | 2 | 0  | 0  | 1 | 58  | 62 | -4  |
| 3   | Portugal      | 3   | 3 | 1 | 0  | 0  | 2 | 40  | 61 | -21 |
| 4   | Tchéquie      | 0   | 3 | 0 | 0  | 0  | 3 | 41  | 75 | -34 |

| 13 juillet | Pays-Bas       | 29 | 13 | Portugal       |
| 13 juillet | Taipei chinois | 21 | 17 | Tchéquie       |
| 14 juillet | Pays-Bas       | 34 | 18 | Taipei chinois |
| 14 juillet | Portugal       | 16 | 13 | Tchéquie       |
| 15 juillet | Taipei chinois | 19 | 11 | Portugal       |
| 15 juillet | Pays-Bas       | 38 | 11 | Tchéquie       |

| Cla | Équipe    | Pts | J | V | VP | DP | D | BP | BC | +/- |
| --- | --------- | --- | - | - | -- | -- | - | -- | -- | --- |
| 1   | Belgique  | 9   | 3 | 3 | 0  | 0  | 0 | 82 | 34 | +48 |
| 2   | Allemagne | 6   | 3 | 2 | 0  | 0  | 1 | 51 | 56 | -5  |
| 3   | Suriname  | 3   | 3 | 1 | 0  | 0  | 2 | 61 | 72 | -11 |
| 4   | Chine     | 0   | 3 | 0 | 0  | 0  | 3 | 38 | 70 | -32 |

| 13 juillet | Belgique  | 26 | 9  | Allemagne |
| 13 juillet | Chine     | 19 | 25 | Suriname  |
| 14 juillet | Belgique  | 27 | 11 | Chine     |
| 14 juillet | Allemagne | 24 | 22 | Suriname  |
| 15 juillet | Chine     | 8  | 18 | Allemagne |
| 15 juillet | Belgique  | 29 | 14 | Suriname  |

### Match de classement
|  | Match de classement | Match de classement |       |    | Match pour la 5e place | Match pour la 5e place |
|  | Match de classement | Match de classement |       |    | Match pour la 5e place | Match pour la 5e place |
|  |                     |                     |       |    |                        |                        |
|  | 16 juillet 17h00    | 16 juillet 17h00    |       |    | 17 juillet 09h30       | 17 juillet 09h30       |
|  | 16 juillet 17h00    | 16 juillet 17h00    |       |    | 17 juillet 09h30       | 17 juillet 09h30       |
|  | Portugal            | 16                  |       |    | 17 juillet 09h30       | 17 juillet 09h30       |
|  | Portugal            | 16                  |       |    | 17 juillet 09h30       | 17 juillet 09h30       |
|  | Chine               | 17                  |       |    | 17 juillet 09h30       | 17 juillet 09h30       |
|  | Chine               | 17                  | Chine | 13 |                        |                        |
|  | 16 juillet 17h00    |                     | Chine | 13 |                        |                        |
|  |                     | Surinam             | 12    |    |                        |                        |
|  | Surinam             | Surinam             | 12    | 18 |                        |                        |
|  | Surinam             |                     |       | 18 |                        |                        |
|  | Tchéquie            | 14                  |       |    |                        |                        |
|  | Tchéquie            | 14                  |       |    |                        |                        |

### Phase finale
|  | Demi-finales     | Demi-finales     |                        |    | Finale           | Finale           |
|  | Demi-finales     | Demi-finales     |                        |    | Finale           | Finale           |
|  |                  |                  |                        |    |                  |                  |
|  | 16 juillet 12h00 | 16 juillet 12h00 |                        |    | 17 juillet 14h00 | 17 juillet 14h00 |
|  | 16 juillet 12h00 | 16 juillet 12h00 |                        |    | 17 juillet 14h00 | 17 juillet 14h00 |
|  | Pays-Bas         | 26               |                        |    | 17 juillet 14h00 | 17 juillet 14h00 |
|  | Pays-Bas         | 26               |                        |    | 17 juillet 14h00 | 17 juillet 14h00 |
|  | Allemagne        | 12               |                        |    | 17 juillet 14h00 | 17 juillet 14h00 |
|  | Allemagne        | 12               | Pays-Bas               | 23 |                  |                  |
|  | 16 juillet 12h00 |                  | Pays-Bas               | 23 |                  |                  |
|  |                  | Belgique         | 12                     |    |                  |                  |
|  | Belgique         | Belgique         | 12                     | 19 |                  |                  |
|  | Belgique         |                  |                        | 19 |                  |                  |
|  | Tapei chinois    | 18               |                        |    |                  |                  |
|  | Tapei chinois    | 18               | Match pour la 3e place |    |                  |                  |
|  |                  |                  |                        |    |                  |                  |
|  | 17 juillet 14h00 |                  |                        |    |                  |                  |
|  |                  |                  |                        |    |                  |                  |
|  | Allemagne        | 22               |                        |    |                  |                  |
|  | Allemagne        | 22               |                        |    |                  |                  |
|  | Taipei chinois   | 23               |                        |    |                  |                  |
|  | Taipei chinois   | 23               |                        |    |                  |                  |

### Classement final
| Rang               | Équipe         |
| ------------------ | -------------- |
| Médaille d'or      | Pays-Bas       |
| Médaille d'argent  | Belgique       |
| Médaille de bronze | Taipei chinois |
| 4                  | Allemagne      |
| 5                  | Chine          |
| 6                  | Surinam        |
| 7                  | Tchéquie       |
| 7                  | Portugal       |

## Médaillés
| Épreuves      | Or | Argent | Bronze |
| ------------- | --- | --- | --- |
| Tournoi mixte | Pays-Bas- Barbara Brouwer - Esther Cordus - Terrenc Griemink - Anouk Haars - Fleur Hoek - Jelmer Jonker - Laurens Leeuwenhoek - Jessica Lokhorst - Alwin Out - Daan Preuninger - Harjan Visscher - Sanne van der Werff - Olav van Wijngaarden - Brett Zuijdwegt | Belgique- Kian Amorgaste - Julie Caluwe - Lars Courtens - Lauren Denis - Shiara Driesen - Amber Engels - Jari Hardies - Lennert Impens - Lisa Pauwels - Stien Reyntjens - Cedric Schoumacker - Saar Seys - Brent Struyf - Jordan de Vogelaere | Taipei chinois- Chan Ya-han - Chang Chieh-sheng - Chang Shu-chi - Chen Chun-ta - Chen Cin - Chiu Han-sheng - Huang Tzu-yao - Kao Chen-yu - Lin Ya-wen - Lo Kai-yeh - Peng Chien-chin - Tai Wei-jhe - Wang Yi-wen - Wu Chun-hsien |